# Мелкадзе Валеріан Іраклійович
Валеріан Іраклійович Мелкадзе (18 грудня 1912, село Чхеніші, тепер Самтредський муніципалітет, Грузія — 1981, Тбілісі) — грузинський радянський державний і науковий діяч, секретар ЦК КП(б) Грузії, доктор економічних наук, професор, член-кореспондент Академії наук Грузинської РСР. Член ЦК КП Грузії. Депутат Верховної ради Грузинської РСР.

## Життєпис
Освіта вища. Член ВКП(б) з 1941 року.
З липня 1941 по 23 квітня 1946 року служив у Червоній армії, брав участь у німецько-радянській війні. Був заступником командира 1-го артилерійського дивізіону із політчастини 571-го артилерійського полку 154-ї стрілецької дивізії.
У 1946—1948 роках — старший науковий співробітник Інституту економіки Грузинської РСР.
У 1948—1951 роках — заступник завідувача, завідувач відділу пропаганди та агітації Тбіліського міського комітету КП(б) Грузії.
У 1951 — травні 1952 року — 2-й секретар Кутаїського обласного комітету КП(б) Грузії.
26 травня — 15 вересня 1952 року — секретар ЦК КП(б) Грузії.
У 1952—1953 роках — завідувач відділу науки та вищих навчальних закладів ЦК КП Грузії.
У 1953 році — завідувач кафедри Партійної школи при ЦК КП Грузії.
У 1953—1955 роках — завідувач відділу науки та культури ЦК КП Грузії.
У 1955—1958 роках — директор Партійної школи при ЦК КП Грузії.
У 1958—1960 роках — начальник Статичного управління при Раді міністрів Грузинської РСР.
У 1960—1963 роках — декан факультету Тбіліського державного університету.
У 1963—1981 роках — директор, професор Науково-дослідного інституту економіки та планування народного господарства Грузинської РСР.
Помер у 1981 році в Тбілісі.

## Звання
- старший лейтенант
- капітан
- майор
- підполковник

## Нагороди
- орден Вітчизняної війни І ст. (25.02.1945)
- орден Вітчизняної війни ІІ ст. (25.07.1944)
- орден Трудового Червоного Прапора
- орден Червоної Зірки (29.01.1945)
- медаль «За відвагу» (27.12.1943)
- медалі